# Corallocarpus schinzii
Corallocarpus schinzii là một loài thực vật có hoa trong họ Cucurbitaceae. Loài này được Cogn. ex Schinz mô tả khoa học đầu tiên năm 1888.